# Red Bull RB9
El Red Bull RB9 es un coche de Fórmula 1 diseñado por Adrian Newey para el equipo Infiniti Red Bull Racing. El coche compitió durante la temporada 2013 de Fórmula 1, siendo sus pilotos oficiales el tres veces campeón de Sebastian Vettel y su compañero de equipo Mark Webber.

## Presentación
El RB9 fue presentado el 3 de febrero en la sede de la escudería (Milton Keynes). No parecía guardar muchas diferencias con su predecesor, el RB8, algo lógico teniendo en cuenta los éxitos conseguidos por aquel monoplaza y los pocos cambios reglamentarios.

## Resultados
(Clave) (negrita indica pole position) (cursiva indica vuelta rápida)
| Año  | Motor                   | Neu. | N.º | Pilotos          | 1   | 2   | 3   | 4   | 5   | 6   | 7   | 8   | 9   | 10  | 11  | 12  | 13  | 14  | 15  | 16  | 17  | 18  | 19  | Puntos | Pos. |
| ---- | ----------------------- | ---- | --- | ---------------- | --- | --- | --- | --- | --- | --- | --- | --- | --- | --- | --- | --- | --- | --- | --- | --- | --- | --- | --- | ------ | ---- |
| 2013 | Renault RS27-2013 V8 V8 | P    |     |                  | AUS | MYS | CHN | BHR | ESP | MON | CAN | GBR | GER | HUN | BEL | ITA | SIN | RCO | JPN | IND | ABU | USA | BRA | 596    | 1º   |
| 2013 | Renault RS27-2013 V8 V8 | P    | 1   | Sebastian Vettel | 3   | 1   | 4   | 1   | 4   | 2   | 1   | Ret | 1   | 3   | 1   | 1   | 1   | 1   | 1   | 1   | 1   | 1   | 1   | 596    | 1º   |
| 2013 | Renault RS27-2013 V8 V8 | P    | 2   | Mark Webber      | 6   | 2   | Ret | 7   | 5   | 3   | 4   | 2   | 7   | 4   | 5   | 3   | 15  | Ret | 2   | Ret | 2   | 3   | 2   | 596    | 1º   |